# Empathie des personnes autistes
Vous lisez un « article de qualité » labellisé en 2016.
L'empathie des personnes autistes est un sujet complexe, étudié dans le cadre des recherches sur les troubles du spectre de l'autisme (TSA). Contrairement à une idée erronée, les personnes autistes accèdent à l'empathie. 
L’hypothèse de la « mère réfrigérateur », désormais largement discréditée par les neurosciences cognitives, incriminait la mère dépourvue d'empathie pour son enfant comme responsable d'un retrait émotionnel de ce dernier. Les chercheurs britanniques Simon Baron-Cohen et Uta Frith évoquent en 1985 une absence de théorie de l'esprit, l'impossibilité pour les personnes autistes de comprendre les intentions et les émotions des autres. Les recherches ultérieures démontrent que les personnes autistes ne sont pas totalement dépourvues d'empathie, mais cette empathie se base sur un processus cognitif conscient et des associations logiques qui prennent peu en compte l'acceptabilité sociale, plutôt que sur des processus automatiques et sociaux comme chez les personnes non autistes. La présence d'alexithymie, un manque de neurones miroir, un cerveau « hypermasculin », une particularité de l'amygdale, ou encore un déséquilibre entre une empathie affective surefficiente et une cognitive réduite sont explorés comme possible causes. Les personnes autistes montrent également peu de motivation dans les situations sociales, et pourraient présenter une empathie non centrée sur l'être humain, plutôt tournée vers des objets et des animaux. Depuis 2018, il est suggéré que le déficit d'empathie soit décrit comme tel sur la base d'une comparaison négative entre la socialisation des personnes autistes et la socialisation neurotypique.
Les personnes autistes à haut niveau de fonctionnement pourraient expérimenter une détresse personnelle supérieure en présence de quelqu'un qui souffre. Les personnes avec TSA ressentent des émotions et disposent d'un accès au sens moral, contrairement aux personnalités dites psychopathes. Leur empathie particulière est cependant à l'origine de nombreux problèmes pour interagir en société. Un entraînement aux habiletés sociales permet aux personnes autistes de compenser ces difficultés, parfois au point de les rendre invisibles pour leur entourage à l'âge adulte, mais au prix d'un effort d'attention qui entraîne une fatigue.

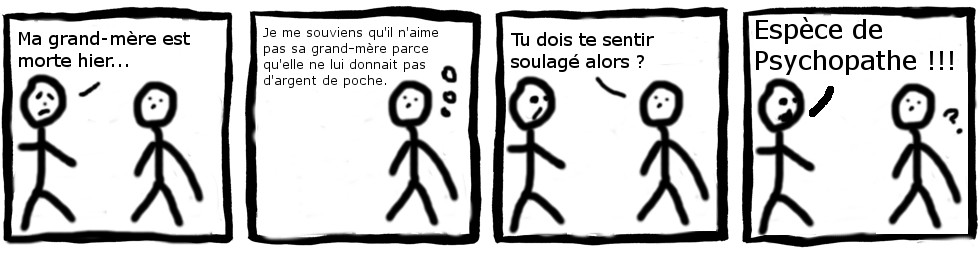
Exemple de quiproquo possible entre une personne autiste et une personne qui ne l'est pas, en raison de l'intellectualisation des émotions.

## Définition et description
Dans la définition qu'en fournit le Dr Peter Vermeulen, l'empathie est la « capacité à voir le monde à travers les yeux de quelqu'un d'autre »,. Elle comprend des éléments cognitifs et des éléments affectifs. Les éléments cognitifs sont nécessaires à la compréhension à partir de la perspective d'autrui. L'empathie affective est décrite comme l'expérience d'une émotion liée à la perception d'un élément émotionnel. Simultanément, elle entre en résonance avec celui-ci. Trois prérequis sont nécessaires au fonctionnement de l'empathie : reconnaître (visuellement) l'expression des sentiments d'autrui, comprendre la vision ou le point de vue des autres (empathie cognitive ou théorie de l'esprit) et réagir de manière adaptée aux émotions, en éprouvant la même émotion (empathie affective). Ainsi, les chercheurs distinguent plusieurs types d'empathie en fonction des processus engagés : l'empathie cognitive, l'empathie émotionnelle, l'empathie somatique.
Les personnes autistes ont de nombreuses particularités émotionnelles qui affectent leurs relations sociales. Or, les altérations qualitatives des relations sociales sont l'un des problèmes centraux de l'autisme, comme le souligne le psychopathologue britannique R. Peter Hobson (1993). Montrer de l'empathie est nécessaire à de bonnes relations sociales. Plusieurs chercheurs ont décrit l'autisme comme étant un « trouble de l'empathie » et de la réciprocité sociale, en particulier dans le cas de l'autisme infantile, et bien qu'il existe d'autres aspects. De manière générale, les personnes autistes sont décrites comme « difficilement empathiques ». Elles rencontrent des difficultés tant pour reconnaître les émotions d'autrui que pour faire connaître les leurs,, et ce, qu'elles soient verbales ou non verbales. Il leur est très difficile d'identifier leurs propres émotions (en particulier lorsqu'elles sont complexes, fierté, embarras…) et de reconnaître les émotions des autres en observant leur visage,,. Les tests de capacité d'empathie de l'ASQ (Autism spectrum questionnaire) font d'ailleurs partie des méthodes d'évaluation permettant de diagnostiquer l'autisme,.
L'empathie cognitive rejoint la théorie de l'esprit, termes souvent employés de manière interchangeables, mais en raison du manque d'études qui comparent les différents types d'empathie chez les personnes autistes, il est difficile de savoir si ces deux termes sont équivalents.
L'idée selon laquelle les personnes autistes n'auraient pas du tout d'empathie reste répandue. Le psychologue britannique Tony Attwood l'a beaucoup nuancée, notamment pour ce qui concerne la forme d'autisme dite syndrome d'Asperger :

« Il est important de comprendre que la personne Asperger a des aptitudes ToM et une empathie immatures ou réduites, mais non pas une absence d'empathie. Sous-entendre une absence d'empathie serait une terrible insulte aux personnes Asperger, avec pour corollaire qu'elles ne peuvent connaître ou se soucier des sentiments des autres. Elles ne sont pas capables de reconnaître les signaux subtils des états émotionnels, ou de « lire » des états d'âme complexes. »

— Tony Attwood, Le Syndrome d'Asperger, guide complet
De même, dans son ouvrage L’Énigme de l'autisme, la psychologue britannique Uta Frith affirme que la plupart des autistes ont des réactions autonomes d'empathie et « savent ne pas se montrer indifférents à la douleur éprouvée par autrui ». Les personnes autistes ne bénéficient pas toujours d'une mesure exacte de leur capacité d'empathie lors de tests en laboratoire : il est fréquent que leurs performances en conditions de laboratoire soient supérieures à leurs performances en conditions réelles,. D'après le psychanalyste français Jacques Hochmann, un autre problème réside dans la diversité des personnes décrites comme autistes, les troubles du spectre de l'autisme (TSA) concernant d'après lui des personnes « profondément déficitaires sur le plan des capacités intellectuelles », et d'autres « supérieurement intelligentes » : la plupart des travaux de recherche concernant l'empathie ont été menés avec des personnes « sans déficit intellectuel associé ».
Le « manque d'empathie » est décrit chez d'autres personnes que les autistes : c'est le cas également des personnalités dites narcissiques et psychopathes (ou « antisociales »), mais la nature et les raisons de ce manque semblent différents.
La psychiatre britannique Lorna Wing estime que les personnes ayant des difficultés d'empathie et de sensibilité sociale forment un groupe qu'il est difficile de séparer, certaines étant considérées comme handicapées, d'autres non.

### Nature de l'empathie autiste
Plusieurs spécialistes ont cité des exemples de manifestation d'empathie chez des personnes autistes. Peter Vermeulen cite le cas d'une fillette autiste verbale, âgée de 12 ans, qui, voyant l'une de ses camarades pleurer, dit à son éducatrice que celle-ci fait un « drôle de bruit », n'étant visiblement pas en mesure de comprendre la signification des sanglots et des larmes. Il cite également des comportements de compassion manifestés par des personnes autistes, dès lors qu’elles sont en mesure de comprendre ce que ressent l'autre, notamment grâce à leur expérience personnelle. Uta Frith cite une personne autiste apprenant dans la presse qu'une communauté souffre de la faim, et qui éprouve de l'empathie parce qu'elle-même a souffert de la faim par le passé.
Cependant, les chercheurs se sont interrogés sur les différences entre l'empathie des personnes autistes et celle des personnes non autistes. L'empathie différente des personnes autistes ne résulte vraisemblablement pas de la volonté consciente d'ignorer les émotions des autres, mais peut être décrite par un ensemble de particularités dans les traitements automatiques de l'information : difficulté pour reconnaître les émotions et les réactions appropriées à chacune d'entre elles ; hiérarchisation différente des informations (les informations sociales n'étant généralement pas perçues, ou perçues comme moins importantes que d'autres) ; traitement plus lent de ces mêmes informations.
L'existence de comportements pour consoler ou ennuyer volontairement les autres chez les enfants autistes, parfois dès deux ans, prouve d'après Vermeulen l'existence précoce d'une forme d'empathie. Placée dans une situation qui demande de l'empathie (voir l'exemple sur la bande dessinée ci-dessous), une personne autiste donnera généralement une réponse peu sociale, basée sur la logique et sur le concret, sans évaluer la gêne potentielle qu'elle peut causer. Par exemple, elle pourra parler de sujets sensibles (comme la mort) ou se montrer « trop honnête » et manquer aux règles sociales de politesse dans son discours en faisant une remarque sur le physique d'une autre personne. Les difficultés d'empathie des personnes autistes semblent se situer dans la détermination de ce qui est acceptable socialement, avec peu d'attention dirigée vers les sentiments, les réactions et le point de vue d'autrui. Cette particularité affecte l'utilisation du langage.

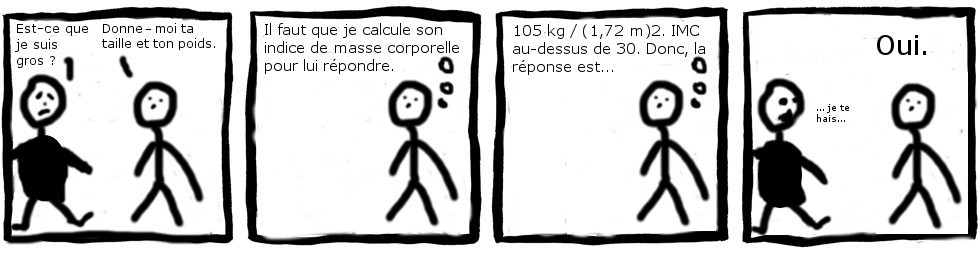
Figuration d'une personne autiste répondant à une question susceptible de causer en retour une émotion négative. La personne non autiste à gauche est complexée par son poids et attend une réponse empathique (même s'il s'agit d'un mensonge) plutôt que la réponse logique fournie par la personne autiste à droite.

Peter Vermeulen en conclut que la plupart des manifestations visibles d'empathie de la part de personnes autistes reposent sur de l'égocentrisme : il leur faut avoir vécu elles-mêmes la situation émotionnelle de l'autre (ou s'être documentées grâce à des livres ou à la télévision), mais elles ne peuvent manifester d'empathie spontanée pour une personne qui vit une situation émotionnelle qui leur est inconnue. La plupart des comportements de personnes autistes considérés comme non empathiques et socialement inacceptables, même répétés, ne relèvent jamais (ou exceptionnellement) d'une volonté d'ennuyer, faire souffrir ou manipuler l'autre, mais plutôt de l'absence d'anticipation de l'impact de ce comportement sur l'autre.
En 2018, une première étude de la socialisation de personnes autistes entre elles lors de sessions de jeux vidéo, sur 30 personnes, conclut à l'importance de l'intersubjectivité : entre eux, les autistes ont une manière propre de sociabiliser et d'empathiser, qui n'est pas définie comme pathologique. D'après le psychologue français Jérôme Lichté, l'observation de déficit d'empathie chez les personnes autistes résulte alors d'un biais méthodologique, partant de l'empathie et de la socialisation neurotypiques comme la norme. Cette théorie est renforcée par une nouvelle étude de double empathie publiée en octobre 2020, dont les conclusions soutiennent que les enfants autistes sont capables de distinguer les comportements de gentillesse entre eux, alors que les non-autistes n'ont pas cette capacité à distinguer ces comportements chez les enfants autistes
Une étude japonaise sur 15 personnes autistes avec groupe contrôle, publiée en octobre 2014, suggère que l'empathie entre personnes autistes pourrait être plus importante que l'empathie des personnes autistes vers les personnes neurotypiques.

### Contribution du sens moral

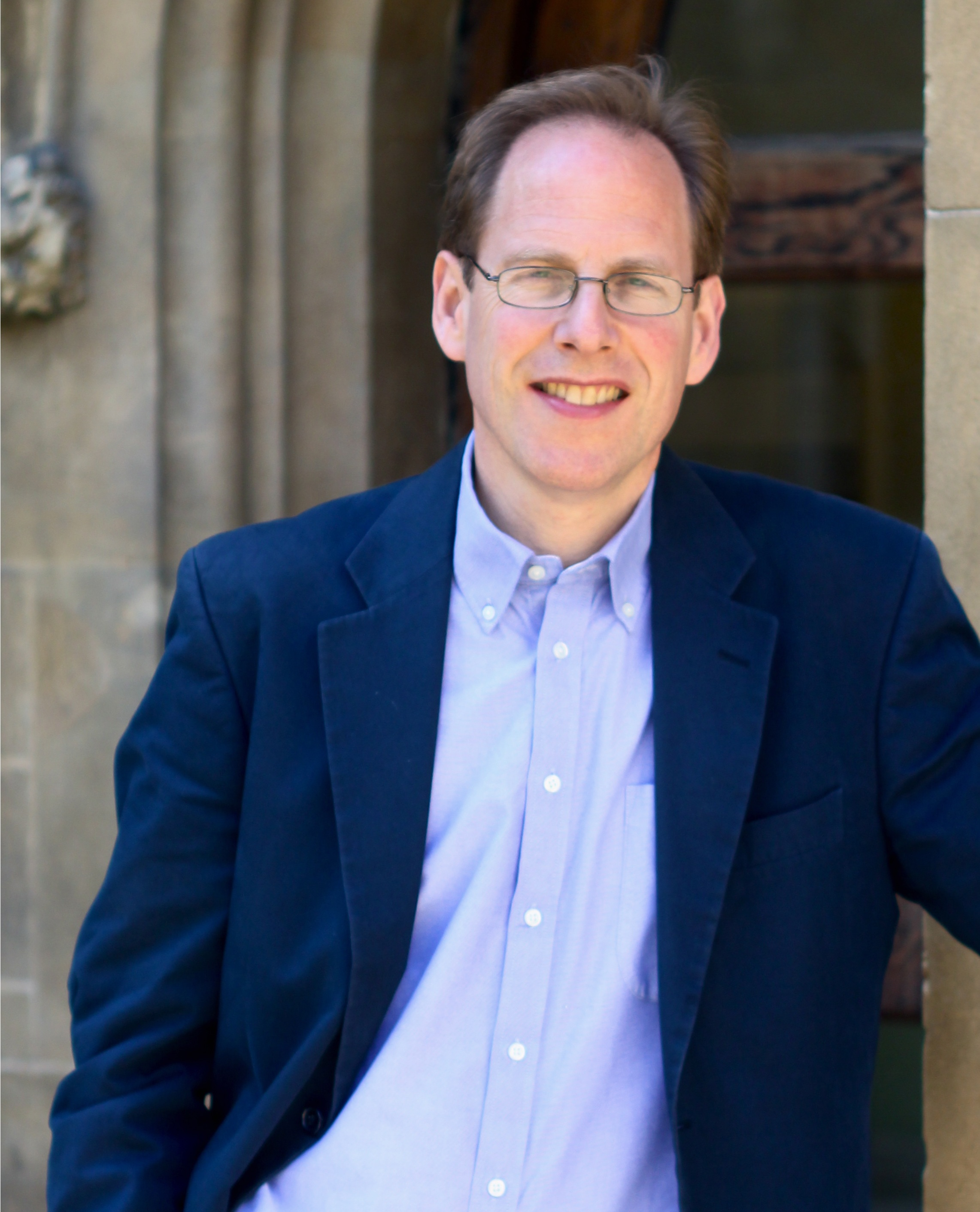
Selon Simon Baron-Cohen (et d'autres chercheurs), l'empathie des personnes autistes se distingue de celle des personnes psychopathes.

#### Contexte psychiatrique
Le secteur de la psychiatrie légale (qui traite des crimes et délits) s'occupe de l'autisme, ce qui a entraîné une confusion et une assimilation erronée, dans l'opinion publique, entre l'autisme et la psychopathie, ou trouble de la personnalité antisociale / sociopathie. Du fait de l'existence supposée de manques d'empathie, les personnes autistes ont rapidement été soupçonnées d'être dépourvues de sens moral, tout comme les personnes psychopathes. Il a depuis été démontré que les personnes autistes accèdent au sens moral et se soucient de la souffrance des autres.
L'association entre autisme et psychopathie est réfutée par de nombreux chercheurs et des personnes autistes. Citant plusieurs études, Peter Vermeulen estime que contrairement aux psychopathes, les personnes autistes se soucient des émotions des autres, sont sensibles aux décès et respectent les règles morales. Si les deux semblent manquer d'empathie, les raisons n'en sont pas les mêmes : la personne psychopathe est insensible aux émotions d'autrui, alors que la personne autiste est ignorante des règles sociales, et se montre maladroite. De même, Uta Frith cite les études de James Blair en comparant les réactions des psychopathes à celle des autistes : contrairement aux seconds, les enfants psychopathes sont plus doués que la moyenne de leur classe d'âge pour attribuer des états mentaux aux autres. Elle en conclut que l'autisme et la psychopathie constituent « deux dérèglements différents ».
Simon Baron-Cohen tient lui aussi à distinguer les particularités d'empathie propres à l'autisme de celles qui sont propres à la psychopathie. Dans son ouvrage Zero Degrees of Empathy: A new theory of human cruelty (en français : Les degrés zéro de l'empathie : une nouvelle théorie de la cruauté humaine), il distingue le zéro négatif, propre aux personnalités psychopathes dépourvues de sens moral, du zéro positif, propre aux personnes avec TSA. D'après lui, le zéro positif se distingue par une empathie réduite, mais une capacité supérieure à reconnaître des motifs récurrents ou à systémiser, permettant un accès au sens moral.

#### Différences de mobilisation et d'expression
D'après la philosophe Sarah Arnaud, les personnes autistes sont généralement pourvues de qualités morales : « ces particularités [dans le fonctionnement de l'empathie] ne les empêchent en aucun cas de faire partie de la communauté morale. Les personnes autistes peuvent être de rigoureux agents moraux, c’est-à-dire qu’elles présentent une certaine intransigeance et inflexibilité morale ». Elle ajoute que ces qualités morales reposent sur « une surutilisation de raisonnements cognitifs délibérés et basés sur des règles, plutôt que des processus automatiques ». Elle cite notamment Temple Grandin, qui s'est construite « volontairement et avec intérêt une moralité applicable à la vie en société », grâce à un système d'application de règles de conduite. Plusieurs personnes autistes montrent un profond sens de la justice et de l'équité, bien que leur sens moral ne soit pas basé sur les informations émotionnelles. Cela explique les règles sociales souvent inflexibles que suivent de nombreuses personnes autistes. Uta Frith cite l'exemple du philanthrope John Howard, réformateur carcéral rétrospectivement diagnostiqué autiste Asperger, qui en voyant une fille traitée injustement, s'est porté à son secours et en a été durement châtié. D'après le psychiatre et psychothérapeute britannique Digby Tantam, les personnes autistes sont souvent idéalistes et se préoccupent beaucoup des actes de cruauté commis à l'échelle du monde : il n'est pas rare qu'elles se mettent à pleurer lorsqu'elles prennent connaissance d'histoires de personnes ou d’animaux maltraités. Cependant, leur tendance à « suivre les règles » peut les amener à se montrer cruelles pour ne pas avoir à désobéir.
La théorie de l'esprit influence directement la conscience de soi. Selon Uta Frith et Francesca Happé, il est possible que les personnes diagnostiquées avec syndrome d'Asperger aient une conscience d'elles-mêmes différente des personnes non autistes, car faisant appel à l'intelligence et à l'expérience plutôt qu'à l'intuition. Elle se révélerait naturellement plus proche de celle d'un philosophe. Tony Attwood adhère à cette vision, et cite en exemple des autobiographies dont les qualités sont d'après lui « quasiment philosophiques ». Une étude menée par Simon Baron-Cohen suggère que les différences d'empathie ont effectivement une influence sur la conscience de soi, les deux domaines étant liés.

## Histoire

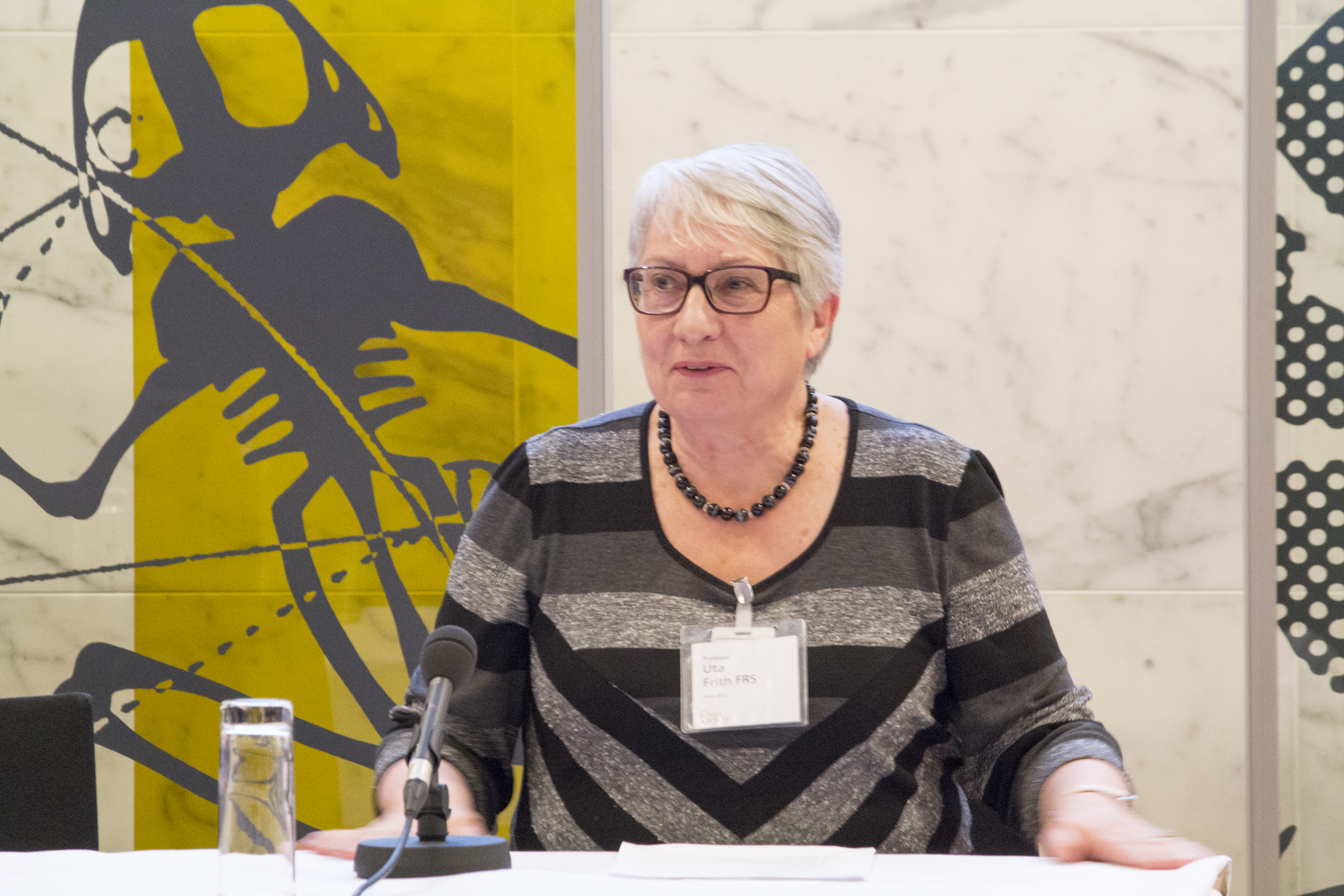
Uta Frith, chercheuse britannique à l'origine des premières recherches sur l'empathie autistique.

Dans la première description qu'il fait du syndrome d'Asperger en 1943, Hans Asperger note que les enfants qu'il étudie « manquent d'empathie ». Leo Kanner, le découvreur de l'autisme infantile, suppose initialement que les enfants autistes seraient privés d'empathie parce qu'ils n'en ont eux-mêmes pas reçu de leurs parents, et en particulier de leur mère. Cette hypothèse, qu'il a abandonnée à la fin de sa vie, a été reprise, enseignée aux psychologues professionnels puis médiatisée sur le plan international par Bruno Bettelheim dans son ouvrage La Forteresse vide (1967) : de nombreux psychanalystes la reprennent, en France notamment, avant de l'abandonner. Il est possible qu'historiquement, des personnes autistes aient fait l'objet d'études sur leur empathie sans bénéficier du bon diagnostic : Eva Ssuchareva (1926) puis Wolff et Chess (1964) étudient des enfants souffrant d'après eux d'un trouble de la personnalité schizoïde, mais la description qu'ils fournissent de leur comportement et de leur empathie se révèle très proche de ce qui sera décrit plus tard comme le syndrome d'Asperger. 
Dans sa monographie (1993), le psychologue britannique R. Peter Hobson compare l'empathie d'une personne autiste à celle d'un chimpanzé.
Un débat scientifique sur l'empathie des personnes autistes est lancé en 1985 par trois chercheurs britanniques, Simon Baron-Cohen, A. M. Leslie et Uta Frith, qui publient l'article Does the autistic child have a “theory of mind”? (Les enfants autistes ont-ils une « théorie de l'esprit » ?),. La conclusion tirée des premières expériences est l'existence d'un déficit spécifique et permanent de l'empathie, indépendant du niveau intellectuel. Les auteurs précisent dans cet article que « [leurs] résultats renforcent fortement l'hypothèse selon laquelle les enfants autistes considérés à l'échelle du groupe échouent à employer la théorie de l'esprit »,. Simon Baron-Cohen emploie le terme de « cécité mentale » (mindblindness),. La publication de cet article entraîne un intérêt pour ce champ de recherche, de nombreuses autres publications suivent. Cette théorie reste l'une des plus connues de nos jours, concernant les particularités de l’empathie dans l’autisme.
En 1992, une étude porte sur 18 enfants autistes « sans déficience intellectuelle », comparés à un groupe d'enfants non autistes. Des questions sont posées sur le ressenti des émotions par l'enfant, l'interprétation de l'émotion de l'autre et les raisons du ressenti. Les enfants autistes obtiennent de moins bons résultats aux trois types de questions. De plus, ils présentent une expression de concentration sur le visage, et prennent davantage de temps que les non-autistes pour répondre à ces questions. Ces observations tendent à démontrer que la réponse leur demande un temps d'analyse ou de calcul. Le groupe de chercheurs compare également les performances des enfants autistes à ce test avec leur QI : les enfants de QI plus élevé donnent en moyenne de meilleures réponses que ceux de QI plus bas. Cette différence n'existe pas chez les personnes non autistes, chez lesquelles le degré d'empathie n'est pas en relation avec le QI.
La chercheuse britannique Uta Frith révise en 2004 le cas spécifique de la forme d'autisme nommée syndrome d'Asperger : « les données expérimentales suggèrent que les personnes atteintes du syndrome d'Asperger peuvent manquer de théorie intuitive de l'esprit (mentalisation), mais peuvent être en mesure d'acquérir une théorie explicite de l'esprit »,. Le syndrome d'Asperger est alors considéré comme une forme distincte d'autisme. À sa parution en 2013, le DSM-V fusionne l'ancien diagnostic du syndrome d'Asperger aux autres troubles du spectre autistique (TSA), et cite parmi les critères diagnostiques de ces TSA un déficit de « réciprocité socio-émotionnelle ».
Ces dernières années, la majorité des études se focalisent sur la théorie de l'esprit / empathie cognitive chez des enfants et adolescents autistes. Il existe peu d'études sur le comportement que manifestent les personnes autistes en réponse aux émotions d'autrui, et aucune pour déterminer si les enfants autistes sont sensibles au phénomène de contagion émotionnelle (se mettre à rire si d'autres personnes présentes dans la même pièce rient, par exemple).

## Causes et théories
Plusieurs causes neurologiques et psychologiques susceptibles d'expliquer l'empathie autistique ont été explorées, faisant intervenir la théorie de l'esprit, l'alexithymie, les neurones miroirs, l'amygdale, la théorie empathisation-systémisation, la psychanalyse et l'anthropocentrisme. Bien qu'un « déficit » de cognition sociale puisse être à l'origine d'une partie des troubles liés à l'autisme, il ne suffit vraisemblablement pas à expliquer l'ensemble des particularités vécues par les personnes avec troubles du spectre de l'autisme. De plus, les réactions empathiques des personnes autistes dépendent fortement de leur propre tempérament. En raison d'un diagnostic trois à quatre fois plus fréquent chez les garçons que chez les filles, certains chercheurs ont supposé que les garçons seraient plus susceptibles de développer des troubles autistiques que les filles « car leur cerveau serait naturellement dépourvu de certains circuits nécessaires à l'empathie ». Digby Tantam estime que les personnes autistes n'expérimentent pas la contagion émotionnelle, car celle-ci se développe grâce à la capacité d'imitation du langage non verbal, et notamment des expressions faciales. Cela ne signifie pas forcément un manque d'empathie cognitive de leur part. Il pourrait s'agir d'une absence de prise de conscience de la perception de l'émotion à cause de la concentration nécessaire à la compréhension des paroles des autres, et à la formulation d'une réponse. Il ajoute que les personnes autistes pourraient avoir des difficultés d'empathie affective parce qu'elles n'ont pas l'habitude de regarder les yeux et le visage de leurs interlocuteurs, une hypothèse également envisagée par la psychiatre Danielle Bons et son équipe.

### Théorie de l'esprit, empathie cognitive et empathie affective
L'hypothèse de la théorie de l'esprit, dite également « hypothèse de la cognition sociale », serait que les troubles du spectre autistique proviennent majoritairement d'une absence ou d'un manque de théorie de l'esprit. Une multitude d'études ont suggéré que les personnes autistes auraient une déficience dans cette capacité à comprendre les perspectives des autres, les intentions d'autrui,,. La théorie de l'esprit repose sur des structures du lobe temporal et du cortex préfrontal. L'empathie, à savoir la possibilité de partager les sentiments des autres, repose sur les sensorialités corticales ainsi que les structures limbiques et para-limbiques. Simon Baron-Cohen suggère que les personnes avec un autisme classique manquent souvent à la fois d'empathie cognitive et affective. Cependant, d'après le psychologue néerlandais Anke M. Scheeren, les résultats de ces tests sont souvent corrélés à la présence ou non du langage. Cela ne permet pas de conclure que les autistes non verbaux soient dépourvus de théorie de l'esprit, mais tendrait à démontrer que l'absence d'accès au langage modifie leur raisonnement mental, suggérant une relation entre l'empathie et la maîtrise du langage.

#### Cas de l'autisme sans déficience intellectuelle
L'absence de distinctions claires entre théorie de l'esprit et empathie peut avoir entraîné une compréhension incomplète des capacités empathiques des personnes autistes, en particulier celles diagnostiquées avec un syndrome d'Asperger. De nombreux rapports sur les « déficits » empathiques des personnes diagnostiquées avec syndrome d'Asperger sont en fait basés sur la supposition d'une déficience dans la théorie de l'esprit,,.
Peter Vermeulen estime que « les personnes avec autisme, principalement les plus intelligentes, ne souffrent pas tellement d'un déficit en théorie de l'esprit, mais bien d'une « intuition » de l'esprit ». Il ajoute qu'« au contraire, vu les efforts que les personnes avec autisme fournissent pour comprendre le monde intérieur d'autrui, on pourrait même dire qu'elles sont les seules à posséder une théorie de l'esprit »,. Un cinquième des enfants autistes de 4 et 5 ans réussissent le test de Sally et Anne. Anke M. Scheeren s'oppose lui aussi à la théorie d'un déficit permanent en théorie de l'esprit, à partir d'études sur des enfants et adolescents dits « sans déficience intellectuelle ». Les adolescents réalisent des performances supérieures à celles des enfants, probablement grâce à une compensation de leurs difficultés, jusqu'à acquérir « des raisonnements mentaux avancés ». Il postule que l'expérience et l'apprentissage permettent aux personnes autistes d'acquérir la théorie de l'esprit : certaines d'entre elles comprennent des états émotionnels qui font appel à des notions avancées, comme le sarcasme et le double bluff. Les recherches suggèrent également que les personnes diagnostiquées avec syndrome d'Asperger peuvent rencontrer des problèmes pour comprendre les perspectives des autres, mais qu'en moyenne, elles démontrent une empathie et une détresse personnelle supérieures à celle des groupes témoin,.

#### Déséquilibre entre empathie cognitive et empathie affective
Le psychologue écossais Adam Smith a posé en 2009 l'hypothèse d'un déséquilibre de l'empathie dans l'autisme (« hypothèse du déséquilibre de l'empathie » ou EIH pour « empathy imbalance hypothesis »). Selon cette hypothèse, dans le spectre de l'autisme, les personnes ont un déficit d'« empathie cognitive », mais d'autre part un surplus (surefficience) d'« empathie émotionnelle ». Ce déséquilibre se traduit par une  une susceptibilité à la surexcitation empathique, qui pourrait entraîner une surcharge émotionnelle, et contribuer aux difficultés de relations avec les autres, qui sont l'une des caractéristiques de l'autisme. L'EIH est compatible avec la théorie de l'esprit, et le surplus d'empathie émotionnelle est un thème qui revient souvent dans les récits autobiographiques autistiques, et pour lequel des preuves empiriques s'accumulent. 
Cette théorie s'oppose à la croyance en un manque d'empathie associé aux TSA, et à l'hypothèse du « cerveau hypermasculin » à laquelle adhère notamment l'essayiste et militant Ralph James Savarese.
À l'appui de cette théorie, des études par auto-évaluation montrent que les individus TSA auraient une empathie globalement inférieure, montrent aucune ou peu de réponse réconfortante à l'égard de quelqu'un qui souffre, mais présentent des niveaux égaux ou supérieurs de détresse personnelle par rapport aux témoins. 

La combinaison de la réduction de l'empathie et de l'augmentation de la détresse personnelle peut conduire à la réduction globale de l'empathie constatée chez les personnes avec TSA dans le cadre de ces études. De nombreux témoignages de personnes autistes vont dans le sens d'une forte empathie émotionnelle. Par exemple, Jim Sinclair témoigne se sentir impuissant et très embarrassé face à la détresse d'une personne qui souffre. Les personnes autistes avec synesthésie peuvent avoir une perception exacerbée de certaines formes, textures, couleurs, et de certains mots ou chiffres, allant également dans le sens d'une forme d'empathie émotionnelle envers des animaux, des concepts ou des objets.
La détresse personnelle, généralement accrue chez les personnes avec des troubles du spectre de l'autisme, a été proposée comme explication à l'affirmation selon laquelle au moins certaines d'entre elles semblent avoir une empathie émotionnelle accrue,. Lors d'une étude avec groupe témoin sur 38 personnes diagnostiquées avec syndrome d'Asperger, les individus Asperger ont obtenu de moins bons résultats dans l'empathie cognitive, mais ils se sont montrés dans la moyenne sur l'empathie affective. Le problème d'empathie affecterait plus spécifiquement la reconnaissance des émotions positives.

### Alexithymie
En 2004, une étude sur des personnes autistes « à haut niveau de fonctionnement » a montré une prévalence élevée de l'alexithymie, une construction de la personnalité caractérisée par l'inaptitude à reconnaître et à exprimer clairement ses propres émotions et celles d'autrui,,. D'après deux études d'imagerie par résonance magnétique fonctionnelle, l'alexithymie est responsable d'un manque d'empathie chez les personnes avec TSA,. Le manque d'harmonisation empathique inhérent aux états alexithymiques peut réduire la qualité et la satisfaction dans les relations. Une étude neurologique a suggéré en 2010 que les déficits d'empathie associés au spectre de l'autisme peuvent être dus à une comorbidité (des troubles connexes fréquemment associés à l'autisme) significative entre l'alexithymie et le spectre autistique, plutôt qu'être le résultat d'une déficience sociale permanente.

### Empathie-systémisation et cerveau hypermasculin
La théorie empathisation-systémisation (E-S) de Simon Baron-Cohen propose de classer les gens sur la base de leurs capacités selon deux dimensions indépendantes, l'empathisation (E) et la systémisation (S). Ces capacités peuvent être déduites par des tests qui mesurent le quotient d'empathisation (QE) et de systématisation (QS). Cinq types de cerveaux différents peuvent être observés parmi la population sur la base de ces scores, ce qui doit être en corrélation avec des différences au niveau neuronal. Dans la théorie E-S, l'autisme est associé à une empathie inférieure à la moyenne et une systémisation moyenne ou supérieure à la moyenne. Les recherches de Simon Baron-Cohen tendent aussi à démontrer que les hommes autistes ont généralement de moins bons scores d'empathie que les femmes autistes,,. La théorie E-S a donc été étendue dans la « théorie du cerveau hypermasculin », suggérant que les personnes ayant un TSA sont plus susceptibles d'avoir un type de cerveau hypermasculin, correspondant à une systémisation supérieure à la moyenne, mais une empathie réduite.
Cette théorie du cerveau hypermasculin suggère que les individus avec TSA sont spécialisés dans la systémique plutôt que dans l'empathie. Les personnes autistes auraient reçu beaucoup de testostérone in utero, ce qui expliquerait aussi la prévalence plus élevée de l'autisme chez les garçons,,. Certains aspects de neuroanatomie des autistes semblent correspondre à un profil masculin extrême, peut être influencé par des niveaux élevés de testostérone fœtale, plutôt que par le sexe lui-même,,. Une autre étude portant sur des scanographies du cerveau de 120 hommes et femmes a suggéré que les hommes et les femmes autistes ont des cerveaux différents. Les femmes autistes ont des cerveaux qui semblent être plus proches de ceux des hommes non autistes que des femmes, mais le même genre de différence n'a pas été observé chez les hommes autistes,.
Cette théorie du « cerveau hypermasculin » ne suffit pas à expliquer l'ensemble des particularités propres à l'autisme. Les résultats des recherches de Simon Baron-Cohen ont fait l'objet de différentes critiques. Les garçons autistes chez lesquels des taux de testostérones intra-utéro plus bas ont été mesurés ne présentent pas moins de traits autistiques que les autres. Quant aux hommes autistes en général, ils ne présentent pas de comportement « hypermasculin » (agressivité, usage de force…). Peter Vermeulen est en désaccord avec l'opposition entre empathie et systémisation proposée par Simon Baron-Cohen. Il estime que la systémisation fait partie du processus d'empathie, et que de manière générale, le fonctionnement émotionnel et cognitif humain ne peut s'évaluer grâce à des algorithmes.

### Particularités cérébrales
Les neurosciences cherchent à déterminer si l'empathie autistique pourrait résulter d'une particularité dans la structure du cerveau. En 2010, une étude sur 15 adolescents avait suggéré que l'activation du gyrus fusiforme serait moindre.

#### Neurones miroirs
Le système des neurones miroirs est essentiel à l'empathie émotionnelle. En 2005, une étude a montré que, par rapport au développement général des enfants, les enfants autistes à haut niveau de fonctionnement montrent une réduction de l'activité des neurones miroirs dans le gyrus frontal inférieur du cerveau (pars opercularis) dans des tâches d'imitation et d'observation d'expressions émotionnelles. L'électroencéphalogramme révèle un nombre très réduit de rythme mu dans le cortex sensoriel des personnes autistes. L'activité dans ce domaine est inversement proportionnelle aux symptômes dans le domaine social, ce qui suggère qu'un réseau de neurones miroirs dysfonctionnel peut sous-tendre les problèmes sociaux et de communication observés dans l'autisme, y compris l'altération de la théorie de l'esprit et de l'empathie.
Ces résultats sont controversés. Le cogniticien Nicolas Georgieff estime que la plupart des (rares) données expérimentales disponibles ne montrent aucune altération du système des neurones miroir chez les personnes autistes. De plus, d'autres régions cérébrales sont impliquées dans la gestion de l'empathie, une défaillance des neurones miroirs ne suffit pas à expliquer seule l'empathie des personnes autistes.

#### Amygdale

Vue 3D de l'amygdale (en rouge).

L'amygdale et le cortex cérébral sont impliqués dans la reconnaissance des émotions et le déclenchement des réponses émotionnelles aux stimuli. Plusieurs études ont posé l'hypothèse qu'un dysfonctionnement de l'amygdale puisse être à l'origine de difficultés à reconnaître les émotions d'autrui,,. Les personnes autistes ne présentent cependant pas de lésions évidentes du système limbique. De plus, l'amygdale n'est vraisemblablement pas hyperactivée dans les situations d'anxiété comme cela était supposé : s'il y a une relation entre la motivation sociale des personnes autistes et l'amygdale, cette particularité ne suffit pas à l'expliquer.

### Motivation sociale diminuée
La théorie de la motivation sociale diminuée, issue du champ de la psychologie sociale, a récemment (2012) fait l'objet d'un grand intérêt. Elle s'oppose aux études qui voient dans l'empathie des autistes un manque ou une absence de théorie de l'esprit, puisqu'elle ne postule pas une empathie dysfonctionnelle, mais une motivation diminuée des personnes autistes pour les situations d'interactions sociales. Ces interactions ne procurent pas d'émotions signifiantes et agréables aux personnes autistes (notamment en cas d'absence de maîtrise du langage), contrairement aux personnes non autistes,. Une étude par questionnaire sur 23 adolescents tend à démontrer que plus la forme d'autisme est jugée « sévère », plus la motivation sociale est diminuée. Ces études montrent aussi que les personnes autistes se soucient généralement peu de ce que les autres pensent d'elles. Cette théorie explique les différences de performances des personnes autistes lors de mesures de l'empathie en conditions de laboratoire, par rapport à ce qui est observé dans leur vie de tous les jours.

### Théories psychanalytiques
La psychologue-psychanalyste française Graciela C. Crespin estime que le concept d’empathie est central dans les TSA. D'après le pédopsychiatre et psychanalyste Jean-Noël Trouvé, bien que la théorie de la mère réfrigérateur soit totalement discréditée par de nombreux travaux (y compris de psychanalystes), elle continue à faire des « ravages dans quelques « noyaux durs » de la psychopathologie ». 
D'après la psychanalyste Marie-Christine Laznik, Frances Tustin et Geneviève Haag ont soupçonné que les personnes avec autisme puissent avoir des hypersensibilités affectives. Elle observe que les bébés autistes « peuvent avoir des facteurs d’hypersensibilité qui les mènent à se fermer à la relation avec l’adulte dès que des pensées inquiétantes surgissent dans l’esprit de ce dernier, parfois à son insu », mais aussi que « les enfants autistes se montrent incapables d’empathie avec leurs petits camarades au point de leur rendre la vie sociale bien difficile », un apparent paradoxe qu'elle explique en reprenant la théorie d'Adam Smith, par un excès d'empathie émotionnelle, au point que cette dernière en deviendrait handicapante.
L'hypothèse de Jean-Noël Trouvé « est que les personnes qui vont se constituer comme autistes ont des difficultés et même renoncent à construire une conscience de soi basée sur la dialectique de la reconnaissance par l’autre. Dans les replis les plus sévères, cette demande de reconnaissance est pratiquement absente, la personne autiste semblant avant tout préoccupée de maintenir un sentiment de Soi qui demeure pour elle incertain, et même à le défendre contre les tentatives de reconnaissance réciproque proposées par l’environnement ». Il précise que dans des cas de syndrome d'Asperger, « la demande de reconnaissance est bien énoncée, mais présente un caractère conflictuel, désaccordé, surtout par le fait de ne pas pouvoir reconnaître les indices du désir de l’autre ». Il estime que les personnes autistes sont sensibles au ressenti et aux intentions des autres, mais que les « capacités fonctionnelles et structurales nécessaires à leur expression » créent un « terrible décalage », ainsi qu'un malentendu entre eux et les personnes non autistes.

### Empathie non anthropocentrée
Une particularité des personnes autistes est leur préférence précoce pour l'observation d'objets, d'animaux (et le contact avec eux) ou d'astres, par rapport aux contacts humains et à l’observation du visage. Une étude comparative entre 87 personnes autistes et 263 non-autistes montre à la fois que la personnification d'objets est commune chez les autistes, et que ces expériences sont vécues comme apaisantes pour eux. Au fil du temps, l'absence de contacts humains pourrait déboucher sur ce qui est communément défini comme des « difficultés d'empathie ». Peter Vermeulen rappelle que les personnes autistes à haut niveau de fonctionnement consacrent généralement beaucoup de temps à leurs centres d'intérêt, et peu à leur famille, leurs partenaires ou leurs amis. Leurs difficultés apparaissent dans les situations où d'autres personnes attendent des manifestations d'empathie, du soutien émotionnel et de la spontanéité. Les preuves de l'intérêt des personnes autistes pour des animaux, des objets et des concepts, envers lesquels ils peuvent manifester de l'empathie, vont dans le sens d’une conservation de la pensée animiste ou « pan-psychique » propre aux très jeunes enfants, c'est-à-dire d'une tendance à considérer que les animaux et les objets ont une « âme » ou un « esprit ». Chez les enfants non autistes, cette pensée animiste disparaît au fil du temps, au profit d'un intérêt centré sur les relations humaines.
Ralph James Savarese souligne que l'empathie autistique pourrait ne pas être focalisée sur l'être humain, mais étendue à tout le vivant et à des objets, comme le prouvent, entre autres, les témoignages de Temple Grandin dans son ouvrage L'Interprète des animaux, et la compassion qu'elle éprouve envers les animaux, notamment les bovins. Les publications et les accomplissements de Temple Grandin ont permis de mettre en avant cette empathie que peuvent ressentir certaines personnes autistes envers les animaux, et de renverser la perspective : si les personnes autistes ont des difficultés d'empathie avec les êtres humains, à l'inverse, de nombreuses personnes non autistes semblent rencontrer des difficultés de théorie de l'esprit envers les animaux, que n'ont pas les personnes autistes. Pour Savarese, l'empathie autistique serait « non anthropocentrée ».

## Témoignages de personnes autistes

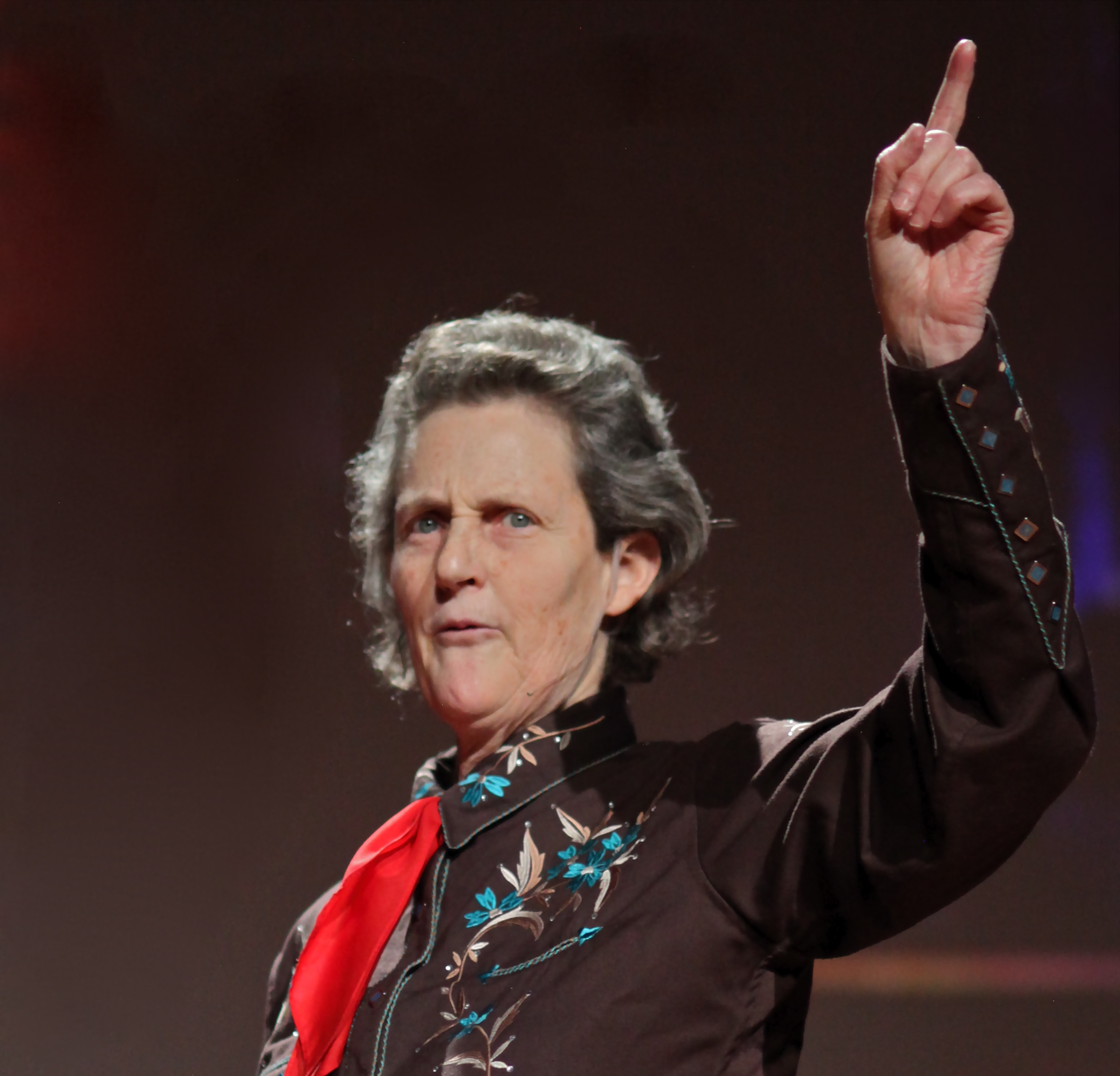
À travers ses actions et ses textes, Temple Grandin fait preuve d'empathie pour les animaux.

Les autobiographies et les témoignages de personnes elles-mêmes autistes rendent compte d'une préoccupation pour la douleur éprouvée par les autres. Elles parlent aussi d'une certaine « surcharge émotionnelle » lorsqu'elles sont confrontées à des personnes en souffrance. Toutefois, il existe aussi des témoignages de personnes autistes disant qu'elles ne ressentent pas d'empathie. Stephen M. Shore, professeur lui-même autiste, cite de nombreux témoignages allant dans le sens de cette surcharge émotionnelle :

« Une fausse croyance habituelle est que les gens avec le syndrome d'Asperger ne ressentent pas les émotions ni n'ont d'empathie pour les autres personnes. En fait, beaucoup rapportent qu'ils ressentent trop d'émotions mais qu'ils ont des difficultés à reconnaître la nature de ces émotions et comment les exprimer de telle sorte qu'ils puissent les rendre compréhensibles aux non-autistes. »

— Stephen M. Shore (trad. Josef Schovanec et Caroline Glorion), Comprendre l'autisme pour les nuls
Comme en témoigne également Temple Grandin, expérimenter « trop » d'empathie affective peut être un handicap pour la personne autiste, qui se sentira submergée par un déluge de sensations, amenant un sentiment de chaos. Simon Baron-Cohen signale la possibilité qu'ont les personnes autistes d'expérimenter un réel et profond sentiment d'amour, citant en exemple l'amour de Daniel Tammet pour le nombre pi. Le philosophe autiste Josef Schovanec a écrit en 2015 De l'Amour en Autistan, un ouvrage inspiré de faits et de biographies réels, qui aborde la vie émotionnelle intérieure des personnes autistes, mettant en avant l'amour physique, mais aussi celui du savoir et des livres. Temple Grandin décrit une empathie réelle envers les bovins, disant qu'elle ressent leur calme et leur peur. Des témoignages d'observation d'enfants autistes rendent compte d'un très fort attachement à des objets, au point qu'ils font preuve d'empathie en imaginant une souffrance de l'objet en question. Une donnée très rarement prise en compte dans les études sur l'empathie autistique, mais fréquemment mentionnée dans les témoignages, est la différence de perception sensorielle des personnes autistes, et notamment leur hypersensibilité à certaines couleurs, formes ou lumières. La synesthésie entraîne une approche radicalement différente des rapports avec les autres, privilégiant l'extra social. En effet, de nombreux éléments (animaux, insectes, objets, astres) sont porteurs d'informations sensorielles puissantes et souvent agréables, alors que les relations humaines entraînent une exposition à des stimuli (bruits, odeurs) désagréables du point de vue de la personne autiste, qui pourra rechercher le silence et l'absence de contacts humains. Le 21 juin 2016, une émission humoristique intitulée « Things Not to Say to an Autistic Person » (en français, « les choses à ne pas dire à une personne autiste »), diffusée sur la BBC, cite parmi ces questions celle de l'empathie. Les intervenants ont tous répondu qu'ils ressentaient de l'empathie et des surcharges émotionnelles.
Donna Williams décrit dans son autobiographie une forme d'« empathie sensorielle », en tant que perception très fine par les sens, au point de pouvoir entrer en résonance et se mettre à la place d'une autre personne. Elle estime que cette empathie sensorielle peut être très forte chez les personnes autistes, mais est souvent très faible voire absente chez les non-autistes. Temple Grandin décrit un phénomène similaire : pour « se mettre en empathie », elle se visualise elle-même à la place de l'autre personne, afin de se donner un aperçu de ses perceptions et de ses problèmes. Elle estime elle aussi que les personnes non autistes manquent de cette « empathie visuelle ». Gunilla Gerland témoigne que dès son plus jeune âge, elle pouvait « voir et ressentir la terreur des autres », mais aussi « empathiser avec d'autres personnes qui ont été terrorisées, qui se sentent mal, qui ont été insultées ou harcelées », parce qu'elle a elle-même vécu ces situations. D'autres témoignages vont dans ce sens, plusieurs personnes autistes disant ressentir les émotions des personnes autour d'elles, et être dérangées par l'état émotionnel négatif de leur entourage. Il existe des témoignages de personnes s'occupant d'enfants autistes, qui disent que leur propre état émotionnel semble influencer le comportement de l'enfant, car ce dernier adopterait automatiquement le même état émotionnel que la personne qui s'occupe de lui.
D'après Ralph James Savarese, les textes de Tito Mukhopadhyay, écrivain autiste non verbal avec synesthésie, contredisent eux aussi la croyance courante selon laquelle toutes les personnes autistes, et en particulier non verbales, manqueraient d'empathie. Il y décrit les couleurs, les odeurs et les insectes, entre autres, avec beaucoup d'émotions, et une préoccupation pour ce que les êtres vivants (en particulier non humains) peuvent ressentir.

## Compensation des difficultés et perception sociale de l'empathie autistique

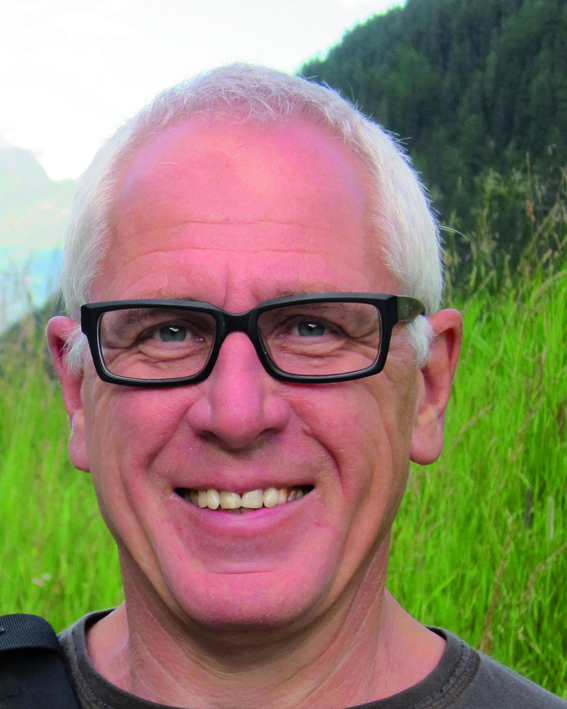
Peter Vermeulen, auteur de l'ouvrage Autisme et émotions.

D'après Peter Vermeulen, les personnes autistes dotées de capacités de concentration peuvent compenser leurs difficultés d'empathie au point de les rendre invisibles aux autres. Cependant, cela demande un apprentissage, du travail, du temps et de bons conseils. Il insiste sur la difficulté que représente la réalisation de cette tâche. Ces personnes fournissent un travail intellectuel permanent en cas de contacts sociaux, là où les personnes non autistes n'ont aucun effort à faire dans la même situation. Il existe des entraînements permettant de développer les habiletés sociales, dont certains, comme le jeu des trois figures, conviennent tout spécialement au développement de l'empathie,. Il n'existe cependant pas de recherches empiriques consacrées aux progrès pouvant être réalisés en matière d'empathie à la suite de ces entraînements, bien que des expériences pratiques tendent à démontrer l'efficacité de l'apprentissage des scénarios sociaux. Un préalable est que la personne autiste soit en contact avec les autres, ce qui lui permettra de travailler sur ses capacités d'empathie : les autistes dits « déficients » dans leurs compétences sociales et émotionnelles sont très généralement ceux qui ont été totalement privés de contacts sociaux. L'absence de stimulation sensorielle précoce est susceptible d'entraîner des difficultés d'empathie plus importantes.
Il est possible que les personnes autistes les plus intelligentes développent une « empathie intellectuelle » grâce à l'étude de plusieurs modes d'expression (arts, musique, littérature) qui leur permettent de comprendre les émotions, mais le processus sera basé sur la logique et la rationalisation de ces émotions. Les personnes autistes surdouées pourront paraître très empathiques, alors qu'elles « se raccrochent à des scénarios qu'elles ont vécus », parfois en ayant mémorisé des « bibliothèques de situations » leur permettant de déduire l'émotion de l'autre. Le Dr Temple Grandin, femme autiste, dit dans son ouvrage Penser en images qu'elle n'est « pas capable de plus d'empathie qu'un animal ». Elle a cependant accumulé de l'expérience grâce à ses contacts avec les autres, qui lui ont permis de nettement améliorer ses capacités sociales. Elle a mémorisé de véritables vidéothèques de situations sociales émotionnelles, lui permettant de trouver la bonne manière de réagir face aux émotions d'autrui, en faisant appel à des associations de situations et à sa logique.
Généralement, ceux qui côtoient des personnes autistes ne sont pas conscients de leurs difficultés à empathiser, et considèrent qu'elles agissent volontairement avec égoïsme, impolitesse ou indifférence. M'Hammed Sajidi président de l'association française Vaincre l'autisme, estime que les personnes autistes n'ont « aucune empathie à la naissance ». Peter Vermeulen s'étonne que le reproche du « manque d'empathie » soit fréquemment adressé aux personnes autistes, alors qu'il s'agit d'une composante de leur handicap. Cela équivaut, d'après lui, à reprocher à une personne aveugle de ne pas voir. Un nombre croissant de personnes de la communauté autiste, militant pour la neurodiversité, remettent en cause la façon dont les « neurotypiques » comprennent le fonctionnement autistique, et insistent sur les difficultés qu'elles rencontrent à cause de ces méconnaissances et d'un « manque de respect de leur différence ». Ralph James Savarese souligne qu'il est important de définir correctement l'empathie autistique, dans le sens où il ne s'agit pas d'un trouble de l'attachement ou d'un manque de sentiments pour les autres, mais d'une difficulté à identifier des états émotionnels, notamment en y mettant des mots.
L'association entre autisme et absence d'empathie se retrouve souvent dans la littérature et les productions culturelles. Le Bizarre Incident du chien pendant la nuit, roman de Mark Haddon, présente un personnage principal qui manque d'empathie cognitive, dans le sens où il est incapable de se soucier du bien-être ou des sentiments des autres personnes.

### Citations originales
1. ↑  Traduction libre de « Our results strongly support the hypothesis that autistic children as a group fail to employ a theory of mind ».
2. ↑  Traduction libre de : « Experimental evidence suggests that individuals with Asperger syndrome may lack an intuitive theory of mind (mentalising), but may be able to acquire an explicit theory of mind ».